# Hipparion
Hipparion (grčki: ἱππάρıον, konjić) je izumrli rod konja značajan u razvoju konja, sličan današnjoj zebri. Pripadnici ovoga roda nastanjivali su Sjevernu Ameriku, Europu, Aziju i Afriku u razdoblju od ranoga miocena do pleistocena, prije 23 – 0.781 milijuna godina.

## Izgeld i struktura
Pripadnici ovoga roda bili su visoki 1.4 metara i dugi oko 2 metara. Imali su kratke noge prilagođene brzom trčanju na velike udaljenosti i široko postavljene oči s velikim vidnim poljem za brzo otkrivanje grabežljivca. Imali su po tri prsta na svakome udu, drugi i četvrti prst (bočni) bili su nerazvijeni, no mogli su se raširiti na strane kako bi spriječili uranjanje stopala u tlo. Njihovi kutnjaci bili su niži i širi od onih iz roda Equus, prilagođenih posebno za žvakanje suhe i tvrde hrane.

## Način života
Vjerojatno su živjeli u velikim stadima od nekoliko tisuća pripadnika u stepama s niskim raslinjem i nekoliko vodenih masa.

## Taksonomija
- † Hipparion anthonyi Merriam 1916.
- † Hipparion chiai Liu et al. 1978.
- † Hipparion concudense Pirlot 1956.
- † Hipparion condoni Merriam 1915.
- † Hipparion crassum Gervais 1859.
- † Hipparion dietrichi Wehrli 1941.
- † Hipparion fissurae Crusafont and Sondaar 1971.
- † Hipparion forcei Richey 1948.
- † Hipparion gromovae Villalta and Crusafont 1957.
- † Hipparion laromae Pesquero et al. 2006.
- † Hipparion longipes Gromova 1952.
- † Hipparion macedonicumKoufos 1984.
- † Hipparion matthewi Abel 1926.
- † Hipparion mediterraneum Roth and Wagner 1855.
- † Hipparion molayanense Zouhri 1992.
- † Hipparion periafricanum Villalta and Crusafont 1957.
- † Hipparion phlegrae Lazaridis and Tsoukala 2014.
- † Hipparion rocinantis Hernández Pacheco 1921.
- † Hipparion sanfondensis Frick 1933.
- † Hipparion sanjuanensis Frick 1933.
- † Hipparion sellardsi Matthew and Stirton 1930.
- † Hipparion shirleyae MacFadden 1984.
- † Hipparion tehonense Stirton 1940.
- † Hipparion weihoense Liu et al. 1978.[4]